# 浦田武
浦田 武（うらた たけし、1947年7月24日 - 2012年12月15日）は、静岡県出身のアマチュア天文家である。1978年3月12日に、日本のアマチュア天文家として初めて小惑星 (2090) 瑞穂を発見した。
静岡県清水市の日本平天文台を拠点に小惑星と彗星の捜索、位置測定、検出作業、軌道計算者として活動した。1978年から1999年にかけて、浦田単独で160個、共同で482個、計642個の小惑星を発見したことが記録されている。1986年10月30日に浦田・新島彗星 (112P/Urata-Niijima) 、1998年12月19日にアポロ型小惑星 (480822) 1998 YM4を発見している。2000年に岡山県美星町の美星スペースガードセンターで発足した地球近傍小惑星発見・追跡プロジェクト「BATTeRS」の設立メンバーの一員である。
カール・ラインムートが1927年10月29日に発見した小惑星 (3722) 浦田は彼の名前に因む。